# Emiliano Moretti
Emiliano Moretti (Róma, 1981. június 11. –) olasz labdarúgó. 2013 óta a Torino FC hátvédje.

## Pályafutása
Moretti egy helyi klubban a Lodigianiban kezdte a karrierjét. 2000 nyarán átszerződött az AC Fiorentinába. 2001 márciusában debütált, és tagja volt annak a csapatnak, amelyik megnyerte a 2001-es Coppa Italia-t. A 2001–02-es szezonban 27 mérkőzést játszott. Egyenesen a Fiorentina csődje előtt Moretti 2002 júniusában eligazolt a Juventusba, de csak epizódszerepek jutottak neki, és a csapat kölcsönadta a Modena F.C.-nek, hogy segítsen nekik a kiesést elkerülni. 2003-ban a Parma 1,8 millió euróért megszerezte Morettit, de nem sokkal leigazolása után kölcsönadta őt Serie A-ban szereplő Bologna FC 1909 együttesének. 2004-ben a Parmában pénzügyi problémákkal és Claudio Ranierivel nézett szembe emiatt elhagyta a csapatot. A Valencia CF-nek éppen bal oldali védőre volt szüksége, s éppen kapóra jött Moretti. A csapatban 112 mérkőzésen lépett pályára ezeken 2 gólt lőtt. 2009 júliusában megszerezte az észak-itáliai Genoa C.F.C.

## Fordítás
Ez a szócikk részben vagy egészben  az   Emiliano Moretti című angol Wikipédia-szócikk fordításán alapul.  Az eredeti cikk szerkesztőit annak laptörténete sorolja fel. Ez a jelzés csupán a megfogalmazás eredetét és a szerzői jogokat jelzi, nem szolgál a cikkben szereplő információk forrásmegjelöléseként.